# Felicia Hemans
Felicia Hemans (Liverpool, 25 de setembro de 1793 — Dublin, 16 de maio de 1835) foi uma poetisa inglesa.

## Juventude e obras
Nasceu com o nome Felicia Dorothea Browne em Liverpool, neta do cônsul veneziano naquela cidade. Os negócios de seu pai logo trouxeram a família para Denbighshire, no norte do País de Gales, onde passou sua juventude. Eles construíram a sua casa perto de Abergele e St Asaph (Flintshire), e é claro que ela veio a se considerar galesa por adoção, mais tarde, se referindo ao País de Gales como "Terra da minha infância, de meu lar e de minha morte". Seus primeiros poemas, dedicados ao Príncipe de Gales, foram publicados em Liverpool em 1808, quando tinha apenas quatorze anos, despertando o interesse de ninguém menos do que Percy Bysshe Shelley, que chegou a se corresponder com ela por um curto tempo. Escreveu logo em seguida England and Spain (1808) e The domestic affections, publicado em 1812, o ano de seu casamento com o capitão Alfred Hemans, um oficial do exército irlandês alguns anos mais velho que ela. O casamento fez com que ela tivesse que mudar do País de Gales, para viver em Daventry, Northamptonshire até 1814.
Durante seus primeiros seis anos de casamento, Felicia deu à luz cinco filhos, entre eles Charles Isidore Hemans, e então o casal se separou. O casamento, contudo, não a impediu de continuar a sua carreira literária, com vários volumes de poesia sendo publicados pela editora respeitada de John Murray, no período após 1816, começando com The Restoration of the works of art to Italy (1816) e Modern Greece (1817). "Tales and historic scenes" foi a coleção que foi lançada em 1819, ano da sua separação.

## Últimos anos
De 1831 em diante, morou em Dublin, onde seu irmão mais novo se tinha estabelecido, e sua produção poética continuou. Suas principais coleções, entre elas The Forest Sanctuary (1825), Records of Woman e Songs of the Affections (1830) foram imensamente populares, especialmente com os leitores do sexo feminino. Seus últimos livros, sagrados e profanos, foram: Scenes and Hymns of Life e National Lyrics, and Songs for Music. Era agora uma figura literária bem conhecida, altamente considerada pelos contemporâneos como Wordsworth, e com uma adesão popular nos Estados Unidos e no Reino Unido da Grã-Bretanha e Irlanda. Quando morreu de edema, Wordsworth e Walter Savage Landor, escreveram versos memoriais em sua homenagem.

## Legado

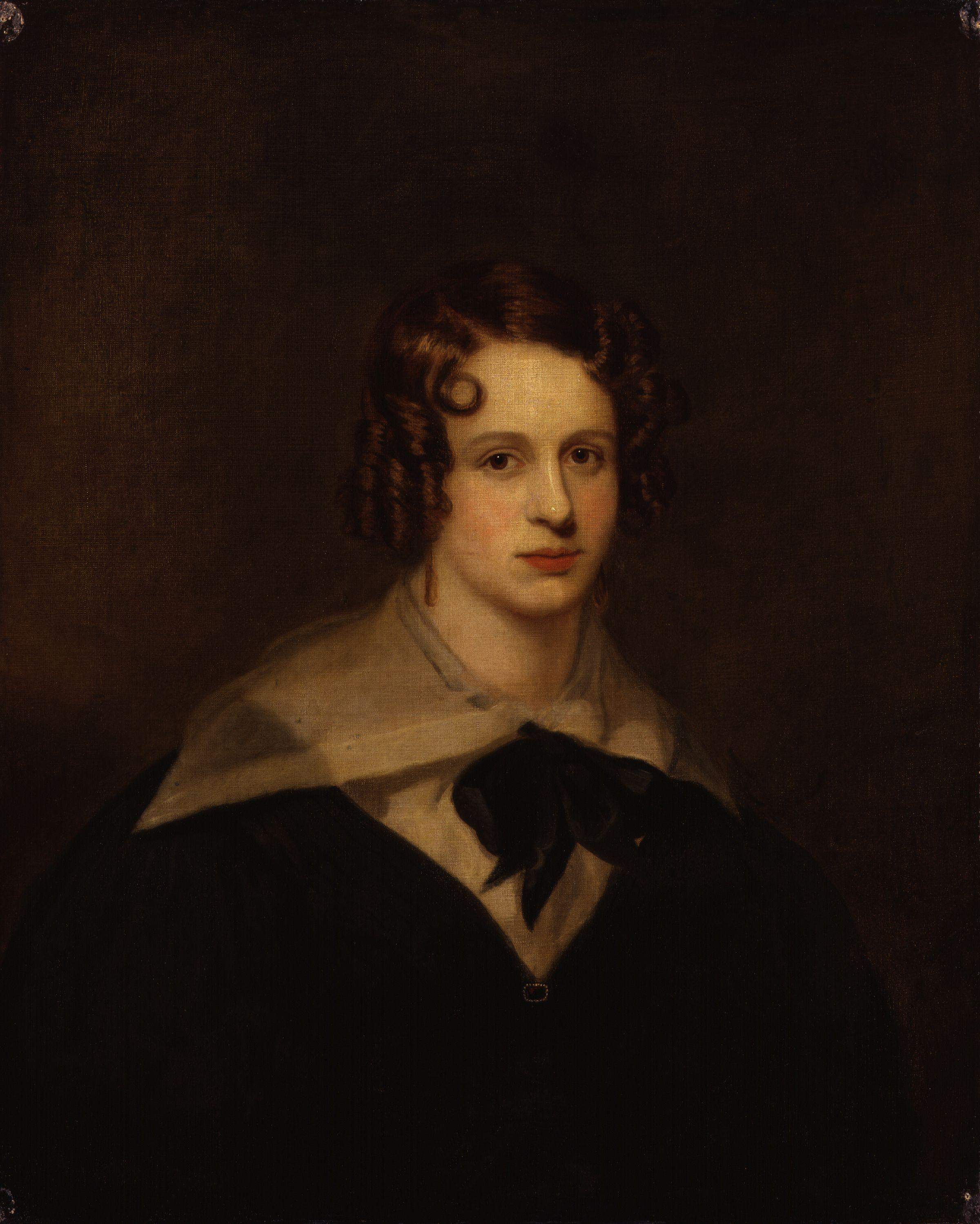
Felicia Hemans
National Portrait Gallery

As obras de Felicia Hemans apareceram em dezenove livros individuais durante sua vida. Após sua morte, em 1835, foram republicados largamente, geralmente como conjuntos de letras individuais e não os extensos, trabalhos anotados e séries integradas que compunham seus livros. Para as poetisas de sua época, como as britânicas Caroline Norton e Letitia Elizabeth Landon, as americanas Lydia Sigourney e Frances Harper, a francesa Amable Tastu e a alemã Annette von Droste-Hülshoff, e outras, ela foi um valioso modelo, ou (para Elizabeth Barrett Browning) uma predecessora preocupante; e para os poetas, incluindo Alfred Tennyson e Henry Wadsworth Longfellow, uma influência pouco reconhecida. Para muitos leitores ela ofereceu uma voz de mulher confidenciando um julgamento de mulher; para outros, um lirismo aparentemente em consonância com o chauvinismo e o sentimentalismo vitoriano. Entre as obras que ela mais valorizou estão o inacabado Superstition and Revelation, e o panfleto "The Sceptic", que buscou um anglicanismo mais sintonizado com as religiões do mundo e as experiências das mulheres. Em seu livro de maior sucesso, Records of Woman (1828), ela narra a vida de mulheres, famosas e anônimas.
O poema de Hemans The Homes of England (1827) é a origem do termo inglês stately home (mansão). A primeira linha do poema diz, "The stately Homes of England".
Apesar de seus admiradores ilustres, a sua estatura como uma séria poetisa diminuiu gradualmente, em parte devido ao seu sucesso no mercado literário. Sua poesia foi considerada moralmente exemplar, e foi muitas vezes atribuída às crianças em idade escolar; como consequência, Hemans passou a ser vista como uma poetisa para crianças, ao invés de se considerar a totalidade de seu trabalho literário. Uma referência jocosa feita por Saki]] em The Toys of Peace sugere ao mesmo tempo em que ela era uma palavra doméstica e que Saki não a levou a sério. As crianças em idade escolar nos Estados Unidos ainda estavam sendo ensinadas com o The Landing of the Pilgrim Fathers in New England ("The breaking waves dashed high/On a stern and rock-bound coast...") no meio do século XX. Mas no século XXI, The Stately Homes of England refere-se à paródia de Noël Coward, não como um dos mais famosos poemas parodiados, e Felicia Hemans foi lembrada popularmente por seu poema, Casabianca.
No entanto, a reputação crítica de Hemans foi reexaminada nos últimos anos. Seu trabalho retomou um papel em antologias padrões e em salas de aula e seminários e estudos literários, especialmente nos Estados Unidos. É provável que ainda outros poemas se tornem familiares para novos leitores, como The Image in Lava, Evening Prayer at a Girls' School, I Dream of All Things Free, Night-Blowing Flowers, Properzia Rossi, A Spirit's Return, The Bride of the Greek Isle, The Wife of Asdrubal, The Widow of Crescentius, The Last Song of Sappho, e Corinne at the Capitol.

## Trabalhos selecionados
- "Our Lady’s Well"
- "On the Restoration of the Works of Art to Italy"
- Hymns on the Works of Nature, for the Use of Children
- Records of Woman: With Other Poems
- "The Better Land"
- "Casabianca"
- "Corinne at the Capitol"
- "Evening Prayer at a Girls' School"
- "A Farewell to Abbotsford"
- "The Funeral Day of Sir Walter Scott"
- "Hymn by the Sick-bed of a Mother"
- "Kindred Hearts"
- "The Last Song of Sappho"
- "Lines Written in the Memoirs of Elizabeth Smith"
- "The Rock of Cader Idris"
- "Stanzas on the Late National Calamity, On the Death of the Princess Charlotte"
- "Stanzas to the Memory of George III"
- "Thoughts During Sickness: Intellectual Powers"
- "To the Eye"
- "To the New-Born"
- "Woman on the Field of Battle"

## Leituras adicionais
- "Cambridge Bibliography of English Literature," 3ª ed., 4: 351-60 (2000)
- "Oxford Dictionary of National Biography," 26: 274-77 (2004)
- "Felicia Hemans: Selected Poems, Letters, Reception Materials," ed. Susan J. Wolfson (2000)
- "Felicia Hemans: Selected Poems, Prose, and Letters," ed. Gary Kelly (2002)
- Emma Mason, "Women Poets of the Nineteenth Century" (2006)
- "Felicia Hemans: Reimagining Poetry in the Nineteenth Century," ed. Nanora Sweet & Julie Melnyk (2001)
- Paula Feldman, "The Poet and the Profits: Felicia Hemans and the Literary Marketplace," "Keats-Shelley Journal" 46 (1996): 148-76
- Peter W. Trinder, "Mrs Hemans," U Wales Press (1984)